# 페테르스대꼬리박쥐
페테르스대꼬리박쥐 또는 페테르스칼집꼬리박쥐(Paremballonura atrata)는 대꼬리박쥐과에 속하는 박쥐의 일종이다. 마다가스카르섬에서만 발견된다. 서식지 감소때문에 멸종 위협을 받고 있다